# Pariana simulans
Pariana simulans är en gräsart som beskrevs av Thomas Gaskell Tutin. Pariana simulans ingår i släktet Pariana och familjen gräs. Inga underarter finns listade i Catalogue of Life.